# نشيد ساو توميه وبرينسيب الوطني
استقلال تام (بالبرتغالية: Independência total‏) هو النشيد الوطني لساو تومي وبرينسيبي. تم اعتماده سنة 1975، وقد كتبه ألدا نيفيس دا غراسا دو اسبيريتو سانتو ولحنه مانويل دوس سانتوس باريتو دي سوزا الميدا.

## الكلمات
| لازمة: استقلال تام أغنية الشعب المجيدة استقلال تام نشيد القتال المقدس بحيوية في النضال الوطني القسم الأبدي إلى سيادة دولة ساو تومي وبرينسيبي. محاربون في الحرب بدون سلاح لهب نتقد في روح الشعب تحشد أبناء الجزر حول الوطن الخالد استقلال تام، كامل ومكمول نبني في تقدم وسلام مع أيادي الشعب الأبطال أسعد أمة على وجه الارض لازمة: بالعمل والكفاح والنضال والتفوق نمضي قدما بخطوات عملاقة في حملة الشعوب الإفريقية رافعين العلم الوطني صوت الشعب والحاضر والحاضر موحد ضربات قوية في قلب الأمل لتكون بطلا في ساعة الخطر بطل انبعاث الأمة لازمة: حيوية في النضال الوطني القسم الأبدي إلى سيادة دولة ساو تومي وبرينسيبي. | Chorus Independência total, Glorioso canto do povo, Independência total, Hino sagrado de combate. Dinamismo Na luta nacional, Juramento eterno No pais soberano de São Tomé e Príncipe. Guerrilheiro da guerra sem armas na mão, Chama viva na alma do porvo, Congregando os filhos das ilhas Em redor da Pátria Imortal. Independência total, total e completa, Costruindo, no progresso e na paz, A nação ditosa da Terra, Com os braços heróicos do povo. Chorus: Trabalhando, lutando, presente em vencendo, Caminhamos a passos gigantes Na cruzada dos povos africanos, Hasteando a bandeira nacional. Voz do porvo, presente, presente em conjunto, Vibra rijo no coro da esperança Ser herói no hora do perigo, Ser herói no ressurgir do País. Chorus: Dinamismo Na luta nacional, Juramento eterno No pais soberano de São Tomé e Príncipe. |